# 板野陽
板野 陽（いたの みなみ、1993年2月2日 - ）は、岡山県出身のハンドボール選手。日本ハンドボールリーグのイズミメイプルレッズ所属。

## 経歴
大阪教育大学時代は2015年の全日本学生ハンドボール選手権大会で準優勝に貢献し、特別賞を受賞。
2015年に日本ハンドボールリーグの広島メイプルレッズへ加入。背番号は「12」。2015-16年シーズンは12試合に出場した。シーズン終了後に発表された「第40回日本ハンドボールリーグ開催記念 JHLファン投票」では女子の部で1位に選ばれた。
2016年6月に行われた第23回世界学生選手権の日本代表U-24に選出。2016-17年シーズンはリーグ1位の阻止数（281）、リーグ2位のシュート阻止率（.461）を記録。
2017年7月29日に行われた日韓戦で日本代表に初選出され、同年12月の第23回女子世界選手権の日本代表にも選出された。2017-18年シーズンは7mスロー阻止率賞（.296）を受賞した。
2018-19年シーズンは初のベストセブン賞を受賞。

## 詳細情報

### 年度別成績
| 年       | チーム   | 試合 | FS 阻止  | 率   | 7m 阻止 | 率   |
| -------- | -------- | ---- | -------- | ---- | ------- | ---- |
| 2015-16  | 広島     | 12   | 55/140   | .393 | 8/29    | .276 |
| 2016-17  | 広島     | 18   | 281/609  | .461 | 9/44    | .205 |
| 2017-18  | 広島     | 24   | 309/703  | .440 | 16/54   | .296 |
| 2018-19  | 広島     | 24   | 302/631  | .479 | 11/38   | .289 |
| JHL：4年 | JHL：4年 | 78   | 947/2083 | .455 | 44/165  | .267 |

- 各年度の太字はリーグ最高

### JHLプレーオフ
| 年      | チーム | 試合                                                  | FS 阻止 | 率   | 7m 阻止 | 率   |
| ------- | ------ | ----------------------------------------------------- | ------- | ---- | ------- | ---- |
| 2015-16 | 広島   | 北國銀行戦 (準決勝)                                   | 7/20    | .350 | 0/4     | .000 |
| 2016-17 | 広島   | オムロン戦 (準決勝)                                   | 8/26    | .308 | 0/1     | .000 |
| 2016-17 | 広島   | 北國銀行戦 (決勝)                                     | 14/35   | .400 | 0/2     | .000 |
| 2017-18 | 広島   | ソニーセミコンダクタマニュファクチャリング戦 (準決勝) | 15/38   | .395 | 0/4     | .000 |
| 2017-18 | 広島   | 北國銀行戦 (決勝)                                     | 8/28    | .286 | 1/4     | .250 |
| 2018-19 | 広島   | オムロン戦 (準決勝)                                   | 6/22    | .273 | 0/5     | .000 |

### タイトル・表彰

#### 日本ハンドボールリーグ
- ベストセブン賞：1回 (2018年)
- 7mスロー阻止率賞：1回 (2017年)

### 背番号
- 12 (2015年 - )

## 代表歴

### 日本代表
- 世界選手権 (2017年)
- アジア選手権 (2018年)
- アジア競技大会 (2018年)
- ジャパンカップ (2017年・2018年・2019年)
- 日韓定期戦 (2017年・2018年・2019年)
- おりひめJAPAN トライアルゲームズ (2018年)
- 欧州遠征 (2019年)

#### 大会別成績
| 年     | 大会       | 対戦国                  | FS 阻止 | 率    | 7m 阻止 | 率   |
| ------ | ---------- | ----------------------- | ------- | ----- | ------- | ---- |
| 2017年 | 世界選手権 | ブラジル戦 (予選)       | 0/0     | -     | 1/2     | .500 |
| 2017年 | 世界選手権 | デンマーク戦 (予選)     | 1/2     | .500  | 0/1     | .000 |
| 2017年 | 世界選手権 | モンテネグロ戦 (予選)   | 0/1     | .000  | 0/0     | -    |
| 2017年 | 世界選手権 | ロシア戦 (予選)         | 0/0     | -     | 0/1     | .000 |
| 2017年 | 世界選手権 | チュニジア戦 (予選)     | 1/1     | 1.000 | 0/0     | -    |
| 2017年 | 世界選手権 | オランダ戦 (決勝T1回戦) | 0/0     | -     | 0/0     | -    |

### 日本代表U-24
- 世界学生選手権 (2014年・2016年)

### 日本代表U-22
- U-22東アジア選手権 (2014年)

### 日本代表U-20
- ジュニア世界選手権 (2012年)
- ジュニアアジア選手権 (2011年)

### 日本代表U-18
- ユース世界選手権 (2010年)